# Je trouve pas le sommeil
Albums de Jul
Lacrizeomic
(2014) Je tourne en rond
(2015)
Je trouve pas le sommeil est le deuxième album studio du rappeur français Jul, sorti le 8 décembre 2014 via le label Liga One Industry.

## Historique
Le 8 décembre 2014, Jul publie son deuxième album complet, Je trouve pas le sommeil. Cet album contient notamment les titres Señora, La fusée ou encore Nique-le. Jul y collabore avec Mister You, Le Rat Luciano, Cheb Khalass, Kamikaz, Houari et d'autres membres de son label, Liga One.

## Liste des titres
| No  | Titre                                                                                                 | Durée |
| --- | --- | ----- |
| 1.  | Message aux rageux                                                                                    | 3:43  |
| 2.  | J’m’évade                                                                                             | 3:43  |
| 3.  | Ma Life                                                                                               | 3:19  |
| 4.  | Arrête de parler                                                                                      | 3:29  |
| 5.  | Je trouve pas le sommeil                                                                              | 3:27  |
| 6.  | Señora                                                                                                | 3:56  |
| 7.  | Le regard des gens (feat. Cheb Khalass)                                                               | 2:47  |
| 8.  | La fusée                                                                                              | 4:18  |
| 9.  | Marseille - Paris (feat. Mister You)                                                                  | 4:05  |
| 10. | Nique-le                                                                                              | 2:42  |
| 11. | Seul au monde                                                                                         | 4:46  |
| 12. | Dans l’game                                                                                           | 2:31  |
| 13. | Mets les en I (feat. Le Rat Luciano)                                                                  | 4:22  |
| 14. | Qu’ils me laissent                                                                                    | 4:51  |
| 15. | Lacrizeomic                                                                                           | 5:02  |
| 16. | Poto où t’es (feat. Simo)                                                                             | 4:08  |
| 17. | T’as le boule                                                                                         | 3:20  |
| 18. | Trop de vice                                                                                          | 2:33  |
| 19. | Pourquoi tu me fais le gros (feat. Liga One, Houari, Bilk, Kamikaz, Friz, Soso Maness, Veazy & Kalif) | 6:29  |
| 20. | Vida Loca                                                                                             | 2:33  |

## Clips vidéos
- Señora : 15 octobre 2014
- Je trouve pas le sommeil : 5 décembre 2014
- Nique-le : 11 décembre 2014

## Ventes et certifications
| Région | Certification | Ventes/Streams |
| ------ | ------------- | -------------- |
| France | 2 × Platine   | 200 000        |